# Ернест Чамберс (велогонщик)
Ернест Чамберс (англ. Ernest Chambers, 7 квітня 1907 — 29 січня 1985) — британський велогонщик.
Срібний призер Олімпійських Ігор 1928 (тандем), 1932 (тандем) років.